# Stijlperiode
Een stijlperiode is de benaming voor een periode in de cultuurgeschiedenis waarin een bepaalde stijl overheersend wordt geacht. Stijlperiodes worden kunstmatig geclassificeerd en afgebakend op basis van stilistische elementen die zich in die tijd voordeden. Het concept is enigszins vergelijkbaar met school (stroming) of stroming.
Enkele bekende stijlperioden zijn romaans (kunst/architectuur), gotiek (kunst/architectuur), renaissance, barok, neoclassicisme, symbolisme, modernisme en postmodernisme.
Het concept stijlperiode is nauw verbonden met de kunstgeschiedenis en hoewel zelden precies kan worden aangegeven wanneer een stijlperiode begint of eindigt, is het een onmisbaar instrument voor kunsthistorisch onderzoek.